# Ernesto Mair
Ernesto Mair (Villabassa, 11 de mayo de 1946) es un deportista italiano que compitió en luge. Ganó una medalla de bronce en el Campeonato Mundial de Luge de 1967, en la prueba doble.

## Palmarés internacional
| Campeonato Mundial | Campeonato Mundial    | Campeonato Mundial | Campeonato Mundial |
| Año                | Lugar                 | Medalla            | Prueba             |
| ------------------ | --------------------- | ------------------ | ------------------ |
| 1967               | Hammarstrand (Suecia) | Medalla de bronce  | Doble              |